# Electro house
El electro house es un subgénero de la música house y fue unos de los principales estilos del EDM desde mediados de los 2000s hasta inicios de los 2010s, Estilísticamente, combina ritmos four-on-the-floor comúnmente encontrados en música house con bases de sintetizadores poderosos y analógicos, ricas en armónicos, guitarras fuertemente distorsionadas y de vez en cuando pianos, percusiones o riffs de guitarra y también tiene un poderoso bajo y una línea de bajo prominente. El tempo del electro house usualmente tiene un rango de 128 pulsaciones por minuto.
El uso de la palabra "electro" para describir este moderno estilo de música es dudoso, debido a que provoca ambigüedad entre electro house y el movimiento electro de 1980, del que se influenció.
El electro house es uno de los géneros electrónicos de mayor popularidad alrededor del mundo, tal vez debido a la gran cantidad de exponentes de este género, y a lo comercial que la música ha llegado a ser en los últimos años. También es posible que este tipo de música electrónica se haya difundido tan rápidamente debido a que es fácil confundirse con otros géneros derivados del mismo, como son el dutch house, big room house y el melbourne bounce, los cuales son géneros más modernos que el electro house, pero todos comparten varios elementos y características.
El electro house también se ha usado para describir la música de varios DJ's famosos de los 2010s como Alan Walker, David Guetta, Avicii, Hardwell, Afrojack, Martin Garrix, Steve Aoki, Dimitri Vegas & Like Mike, Skrillex, Calvin Harris, Zedd, Armin Van Buuren y Tiësto.

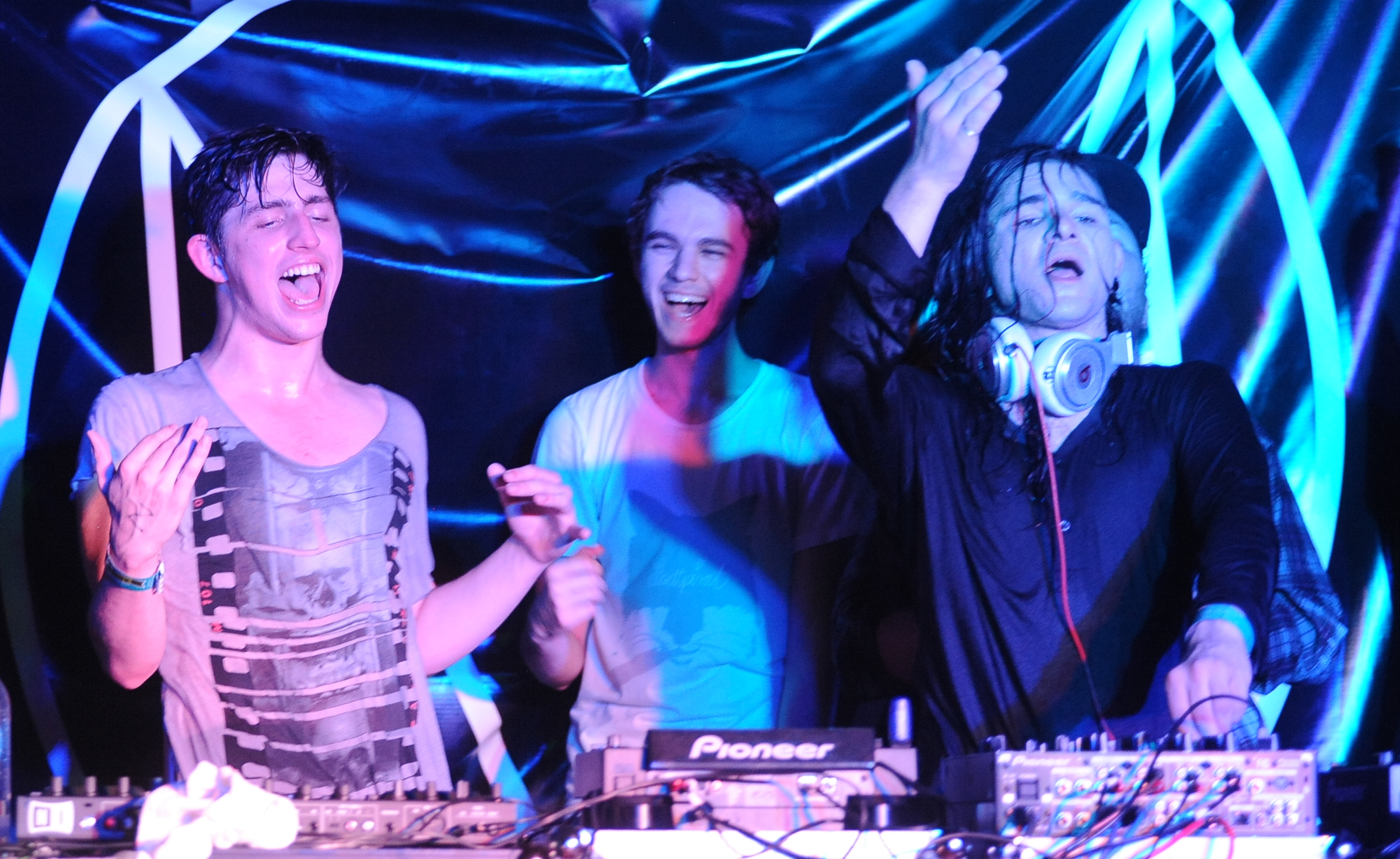
(De izquierda a derecha) Porter Robinson, Zedd y Skrillex, el electro house se ha usado para describir la música de varios DJ famosos.

## Características
El electro house es una forma dura de la música house, se caracteriza por su pesado y poderoso bajo, con líneas de bajo prominentes y zumbantes, creadas con distorsión u onda de sierra, también tiene largos sonidos de bombo y su tempo usual es de 128 BPM. A veces se asemeja al tech house, pero incorporando sintetizadores o samples influenciados por el electro. El electro house se define como una fusión entre el house y el electro, y en su forma original también fusionado con el synthpop, el techno y el electroclash en su revival de finales de los 1990, más tarde se incorporó elementos o samples del tech house y también características y elementos del acid house, hard house, electrónica y pop que hicieron al electro house más bailable, duro y comercial, el hard house fue particularmente importante para que el electro house se consolidara como una forma "dura" de la música house, el término también fue creado como si "electro" fuera un adjetivo que significara "duro" o "futurista" para el house. Entre características que incorpora del pop es que es muy ecléctico y los DJ's productores de este estilo normalmente tienen un sonido muy distintivo entre cada uno.

## Raíces
El más obvio precursor del movimiento electro house moderno, es sin duda, el electroclash de principios del siglo XXI; mayormente un revival del sonido synth pop de 1980, pero hecho deliberadamente más crudo que los discos de los que fue influenciado. Más recientemente, algunos de los artistas más envueltos en el género, como el grupo Swedish House Mafia, ha encontrado una nueva dirección en el Electro House. Algunos artistas relacionados con el movimiento electroclash, como Felix da Housecat, notablemente usaron elementos house en su música, por lo que han llegado a ser muy influyentes. Disc-Jockeys franceses de electro, como Mr. Oizo, han sido también considerados como influyentes.
Mientras el electroclash gozaba de cierto éxito, el tech house se fue desarrollando tradicionalmente influenciado por el techno de Detroit, secuencias arrebatadoras y beats sacados de la 909, pero desarrollando un sonido más sucio a principios del siglo XXI, debido mayormente al renacimiento del acid house, mostrado por artistas como David Duriez y el sello Brique Rouge.
En 2003 algunos DJs de tribal house como Steve Lawler, los cuales fueron previamente asociados con los sonidos más oscuros del progressive house, empezaron a usar bases analógicas, y empezaron un sonido llamado 'dirty tribal', al mismo tiempo que la escena breakbeat creaba sonidos parecidos del estilo tech-funk. Fue sobre esta época cuando el Electro House empezó a emerger.
En 2007, el sonido ha sido reconocido como uno de los más dominantes de la música House, sobrepasando al funky house en popularidad, con un número importante de DJs y productores interesándose por las sensibilidades y el sentido del humor de su público, como Dave Seaman de la escena más progresiva del house; Tiefschwarz y Ben Watt que anteriormente pinchaba deep house, Steve Lawler del tribal y DJ Puriy.
Fue en su época en Beatport el genero mas descargado de música electrónica y donde DJs como Afrojack, Avicii, Chuckie, Deadmau5, Tiga, entre otros fueron los responsables de hacer popular el genero y uno de los parteaguas del EDM por los 2000s a inicios de los 2010s.

## Subgéneros

### Complextro
El Complextro es característicamente un estilo robusto y muy complejo del Electro House (unión de las palabras complex y electro). Incorpora elementos del glitch, fidget house, chiptune, dubstep y estilos agresivos de la música electrónica de baile. Se destaca el uso de bajos tambaleantes (wobble basses), líneas de bajo intrincadas, sintetizador distorsionado y texturas glitch creadas por cortar drásticamente entre los instrumentos de rápida sucesión, también se ha citado el uso del chiptune y música de videojuegos. Aquí se presentan algunos de los artistas más influyentes de este subgénero:
- Feed Me
- Wolfgang Gartner
- Mord Fustang
- Savant
- Porter Robinson
- Reaktor 51
- Astronaut
- PrototypeRaptor
- Pegboard Nerds
- James Egbert
- Uppermost
- Nitro Fun
- SirensCeol
- Middle Milk

### Dutch house
También conocido Dirty dutch es un subgénero del electro house con ritmos complejos e influencias latinas, también está influenciado por géneros como el free tekno música y Detroit techno

### Melbourne bounce
Se originó en Melbourne, Australia, este subgénero se caracteriza por incorporar elementos del mákina, jumpstyle, trance y hardcore techno y tiene entre 125 y 135 BPM.

### Big room house
Este subgénero se caracteriza por crear "drops" minimalísticos e incorpora elementos del progressive house, minimal techno, dubstep, y tiene entre 128 y 136 BPM. Además fusiona elementos de géneros musicales más duros famosos en Holanda como el jumspytle y el hardstyle Su nombre proviene por el típico gran efecto de reverberación que tiene incorporada la percusión o melodía, que se conoce como "big room" en muchas pre-configuraciones dentro de programas de estudio, acompañada por un bombo con muchos graves. Este nuevo subgénero empezó a formarse por 2011 a raíz del tema de Sandro Silva y Quintino, Epic y su popularidad aumentó exponencialmente debido a la popularización en festivales de música electrónica como Tomorrowland. En 2013, la canción del joven Martin Garrix, Animals, popularizó mundialmente este nuevo estilo

### Moombahton
Este subgénero fusiona el house, electro house, dutch house, reguetón, y el dancehall jamaiquino. Las principales características del moombahton incluyen una línea de bajo difuminada, un build-up dramático, pulsaciones dobles y sampleos de voz, ocasionalmente tiene sintetizadores pesados y su tempo varía de 108 a 128 BPM.

### Fidget house
Este subgénero está definido por fragmentos de vocales, un estilo rave, líneas de bajo "sucias" y pulsaciones 4/4 y sintetizadores distorsionados. Contiene influencias del Chicago house, Detroit techno, Baltimore Club, kuduro, pimba, dubstep, techstep, glitch, rave, bouncy techno.

### Future house
Este subgénero es el más reciente, apareció como algo sin sentido y esporádico. Se caracteriza por tener drops con líneas de bajos marcados y por poseer arreglos de sonidos como: robotizados y sobre todo lo que caracteriza de los demás subgéneros, un fuerte sonido metálico, como si se estuvieran manipulando de manera musical varios metales, tubos y percusiones con diferentes escalas musicales. El Future house adopta arreglos musicales muy definidos del varios subgéneros de la música electrónica tales como: Chicago house, Detroit techno, Deep house, UK garage, Tech house, Garage house, etc. El future house ronda entre los 120 a 128 BPM. Algunos de los máximos y pioneros artistas productores de este subgénero:
- Oliver Heldens
- Don Diablo (DJ)
- Tchami
- JAUZ
- Reaktor 51
- Pep & Rash
- Martin Solveig
- Shaun Frank
- Bougenvilla
- Lucas & Steve
- Chocolate Puma
- Mr. Belt & Wezol
- Showtek
- Laidback Luke
- Sander van Doorn